# Left of Center
Left of Center è un singolo del cantautore statunitense Serj Tankian, pubblicato il 29 giugno 2010 come primo estratto dal secondo album in studio Imperfect Harmonies.

## Descrizione
Annunciato come primo singolo dall'album, il brano parla di una chiamata alle armi contro un governo non funzionante.

## Video musicale
Il video, diretto da Tawd Dorenfeld (il quale diresse in precedenza quello per The Unthinking Majority), è stato pubblicato il 23 agosto 2010 attraverso il canale YouTube di Tankian.

## Tracce
1. Left of Center – 3:06

## Formazione
Musicisti
- Serj Tankian – voce, strumentazione, orchestrazione
- Vincent Pedulla – orchestrazione aggiuntiva
- Andrea Ettema – campionamenti elettronici aggiuntivi
- Ani Maldjian – voce operistica aggiuntiva
- Paul Cristo – direzione dell'orchestra
- Brain – batteria

Produzione
- Serj Tankian – produzione, ingegneria del suono, missaggio aggiuntivo
- Neal Avron – missaggio
- Nicholas Fournier – assistenza al missaggio
- Vlado Meller – mastering
- Michael Stern – registrazione orchestra

## Date di pubblicazione
| Paese                 | Data di pubblicazione | Formato           | Note  |
| --------------------- | --------------------- | ----------------- | ----- |
| Mondo                 | 29 giugno 2010        | Download digitale | [ 3 ] |
| Stati Uniti d'America | 12 luglio 2010        | Airplay           | [ 4 ] |